# Hofmannophila
Hofmannophila är ett släkte av fjärilar som beskrevs av Arnold Spuler 1910. Hofmannophila ingår i familjen praktmalar, (Oecophoridae).
Kladogram enligt Catalogue of Life och Dyntaxa:
| Hofmannophila | \| \| Hofmannophila improbella \| \| \| \| \| \| Trepunktsskräpmal Hofmannophila pseudospretella \| \| \| \| |
|               | \| \| Hofmannophila improbella \| \| \| \| \| \| Trepunktsskräpmal Hofmannophila pseudospretella \| \| \| \| |
|               | Hofmannophila improbella                                                                                     |
|               | |
|               | Trepunktsskräpmal Hofmannophila pseudospretella                                                              |
|               | |

## Bildgalleri

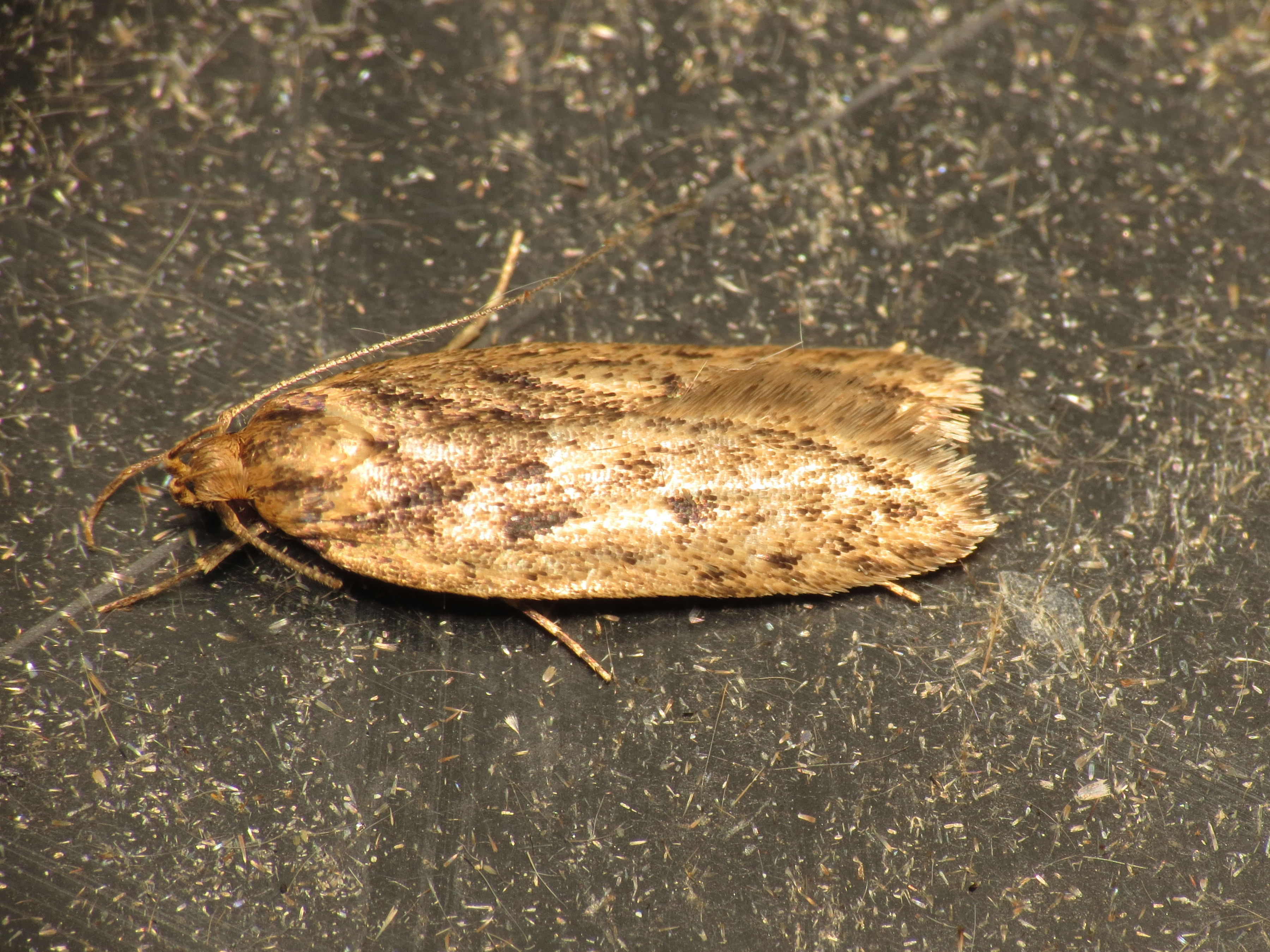
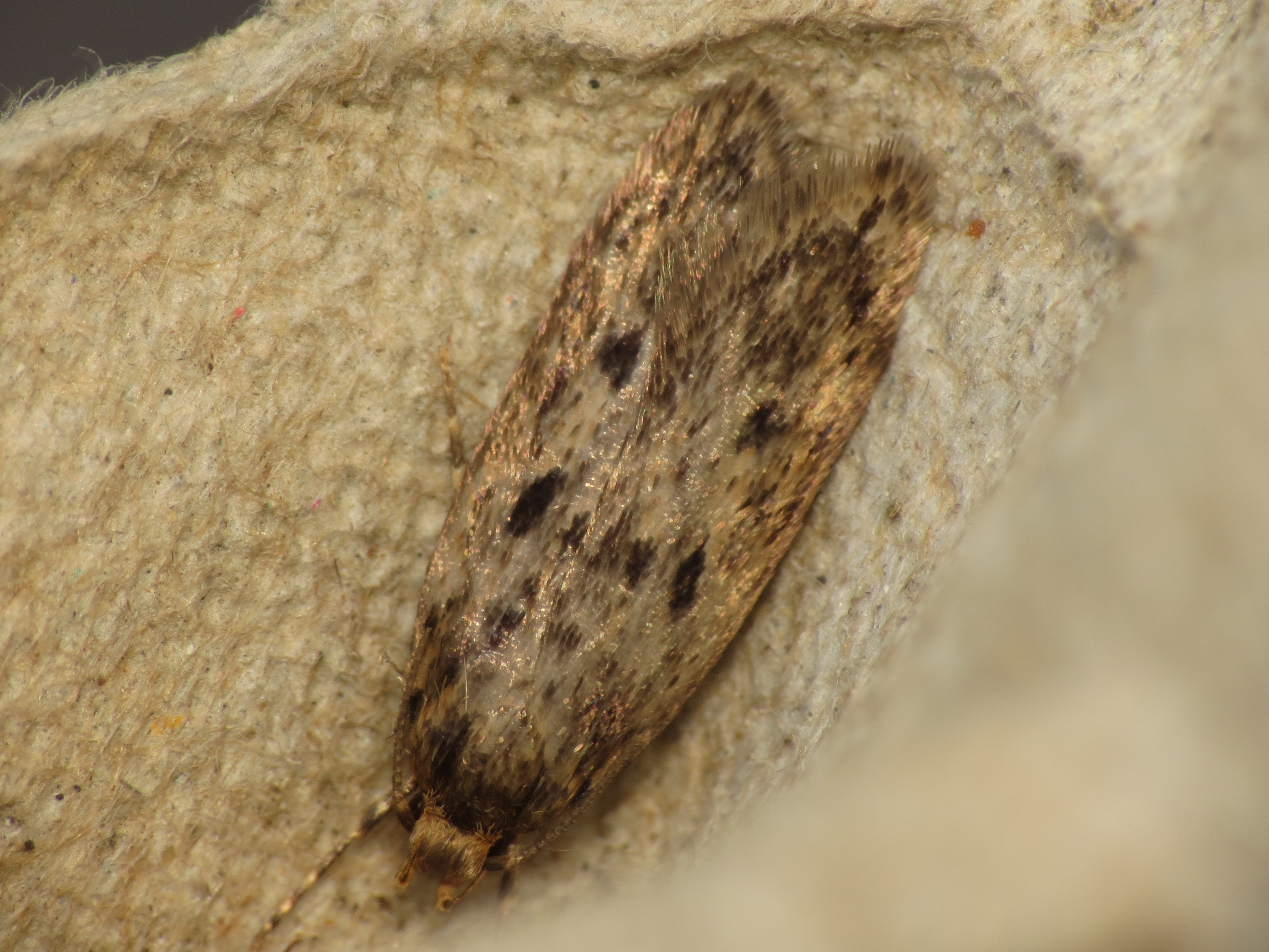
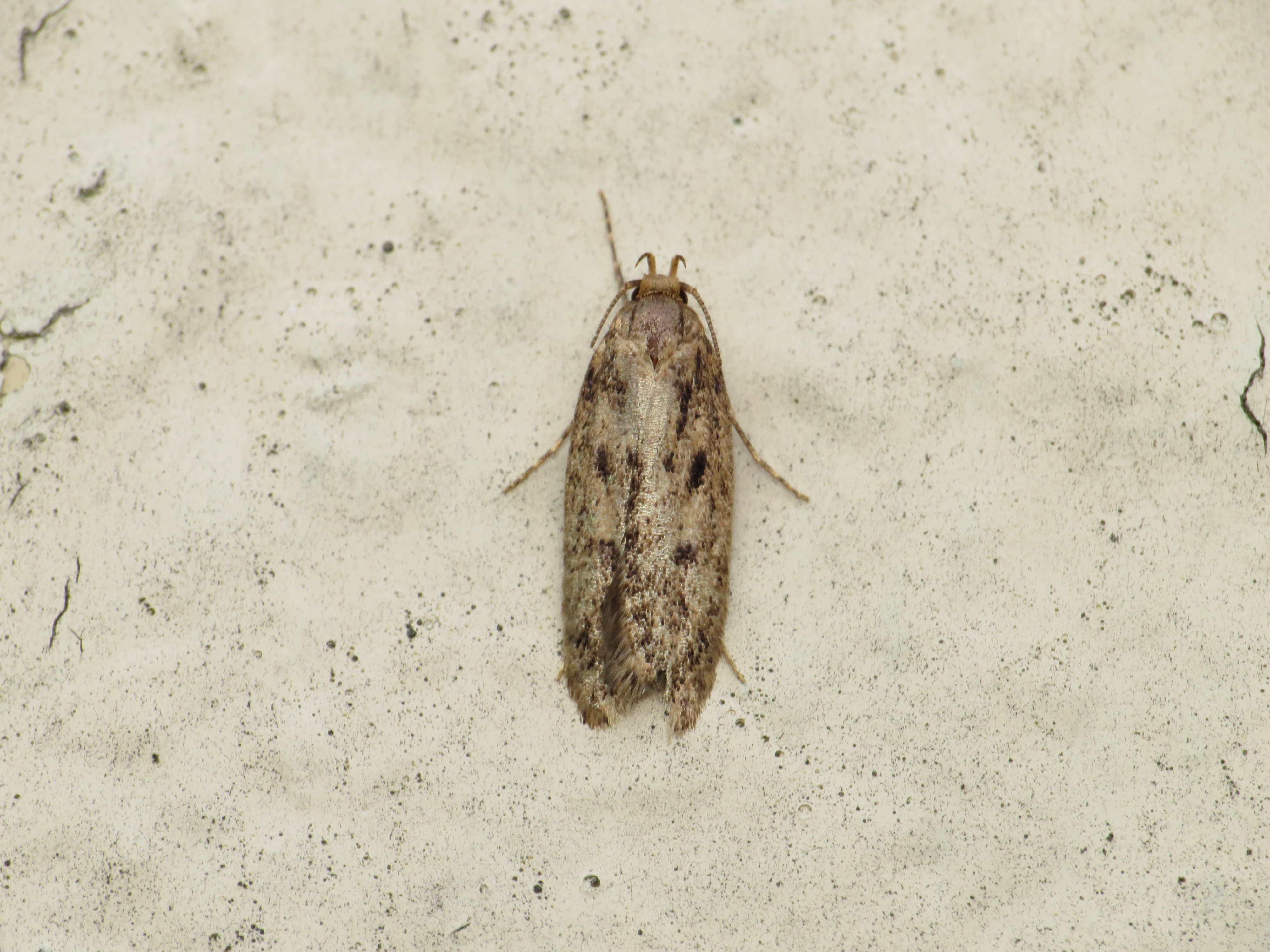
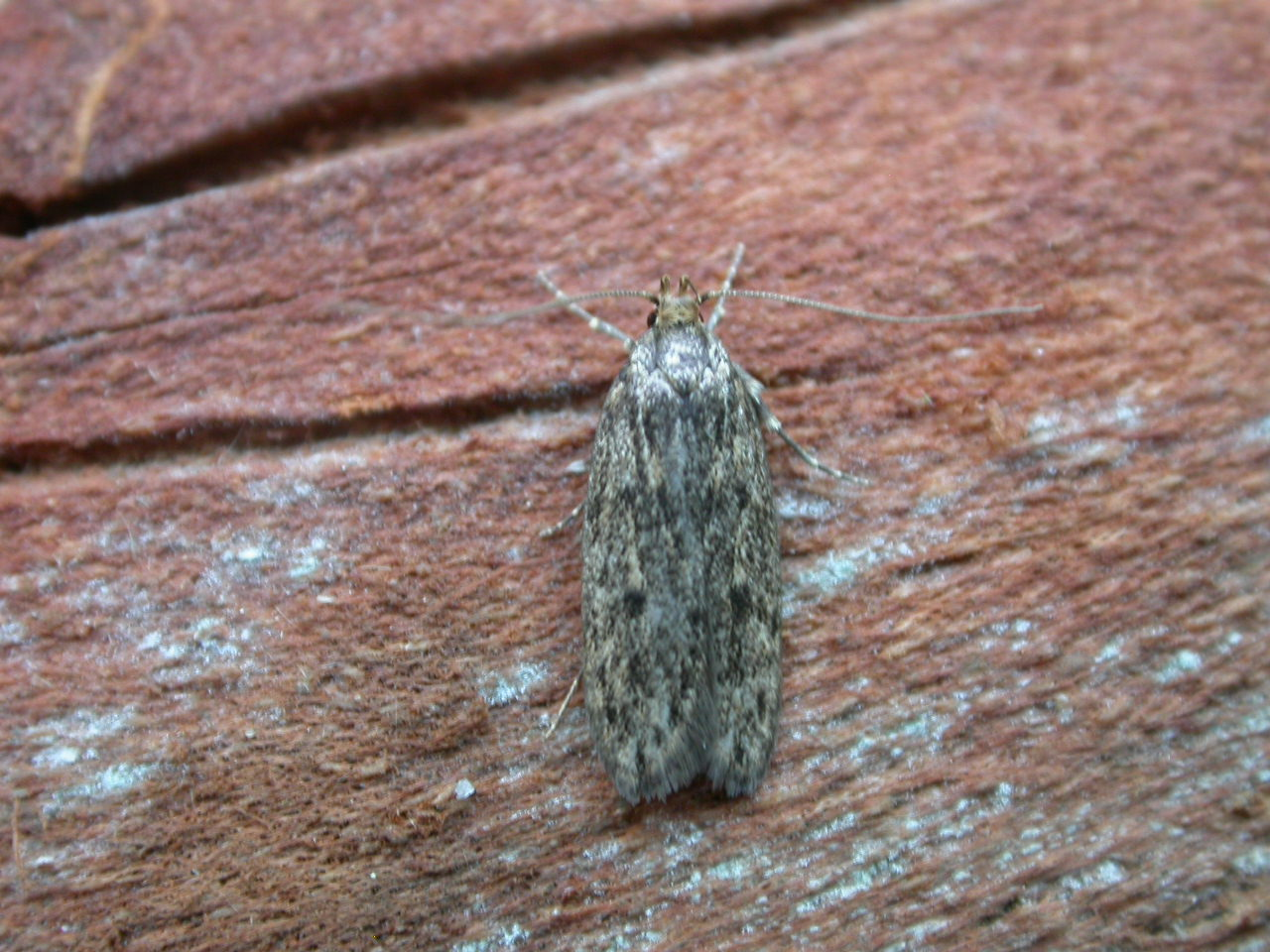
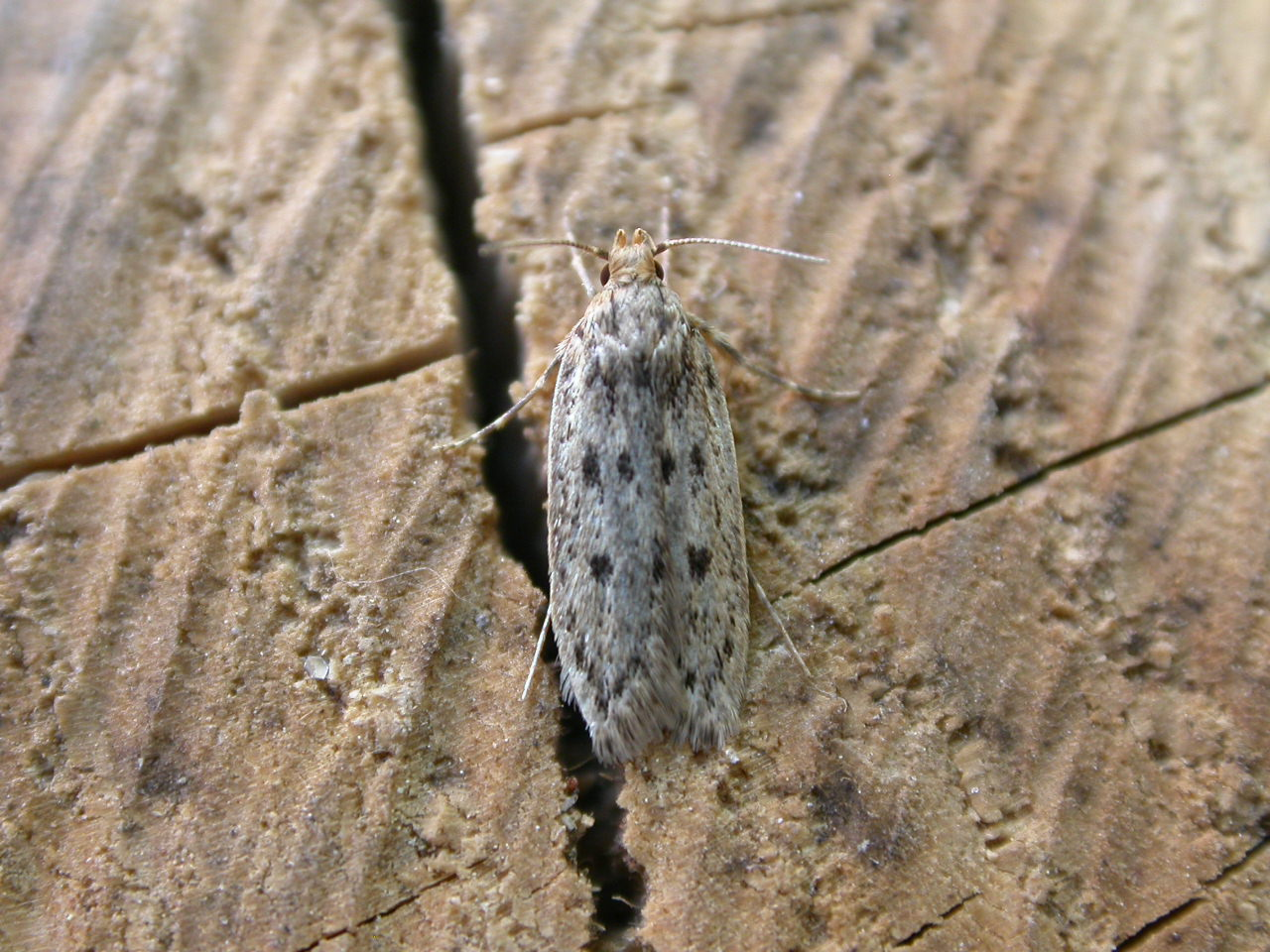